# Ross Kemp au cœur des gangs
Ross Kemp au Cœur des Gangs (Ross Kemp on Gangs) est une série documentaire britannique diffusée sur Sky One entre le 16 octobre 2006 et le 22 septembre 2008. Le 20 mai 2007, la série remporte une BAFTA award du meilleur documentaire.
L'émission est présenté par l'acteur Ross Kemp, connu pour son rôle de Grant Mitchell dans le feuilleton télévisé EastEnders, où son personnage est impliqué dans plusieurs fait impliquant des gangs.
Dans ce documentaire, Ross Kemp voyage à travers le monde afin de rencontrer des membres de gangs, les habitants victimes des violences de gangs et les autorités qui tentent de lutter contre le problème. Dans chaque épisode, il tente d'établir des contacts au sein des gangs afin d'y organiser des entretiens avec les dirigeants des gangs.

## Série 1
Épisode 1 - Lethal Attraction: Why Americans Love Guns
Ross Kemp enquête sur l'obsession pour les armes à feu aux États-Unis.
Épisode 2 - Rio de Janeiro
À Rio de Janeiro, Ross examine la guerre qui fait rage, non seulement entre les autorités et les trafiquants de drogues, mais également entre les gangs rivaux enfermés dans des querelles pour le contrôle des bidonvilles. Ross se rend dans un quartier difficile afin de juger de la situation. Durant le reportage, Ross découvre l'ampleur des inégalités de la société brésilienne.
Épisode 3 - Nouvelle-Zélande
Ross explore les violences cachées derrière les collines et les vallées panoramiques d'un des plus beaux pays du globe. Il va rencontrer un gang local nommé The Mongrel Mob.
Épisode 4 - Comté d'Orange
Le comté d'orange en Californie est considéré comme étant le berceau des skinheads en Amérique. La récente fusion de différentes factions a conduit à la création des Orange County Skinheads.
Épisode 5 - Londres
Ross Kemp se rend à Londres pour enquêter sur la société multiculturelle qui donne naissance à la criminalité organisée. Ross parle aussi à des minorités ethniques qui se sentent aliénés par la société et le système.

## Série 2
Épisode 1 - Salvador
Ross part au Salvador pour rencontrer le "plus dangereux gang du monde", MS13 (Mara Salvatrucha) un gang fondé par des migrants du Salvador ayant passé leur enfance dans la banlieue de Los Angeles. Dans ce pays la population est inférieure à celle de Londres mais il y a cependant plus de 800 mille meurtres par an. MS13 peut se vanter de rassembler plus de 100,000 membres dans le monde.
Épisode 2 - Moscou
Ross Kemp enquête sur les gangs néo-nazis de Moscou et entre en contact avec les responsables d'attaques racistes récentes. Il rejoint un groupe néo-nazi durant l'un de leurs entraînements et durant une série de tests. Parmi les personnalités d'extrême-droite qu'il rencontre, se trouve le leader du groupuscule Format18 Maxim Martsinkevich. 
Épisode 3 - Saint-Louis
Épisode 4 - Afrique du Sud
Épisode 5 - Notorious Street Gangs de Londres-Sud

## Série 3
Épisode 1 - Jamaïque
Épisode 2 - Pologne
Épisode 3 - Colombie
Épisode 4 - Timor oriental

## Série 4
Spécial Liverpool
Épisode 1 - Los Angeles
Épisode 2 - Bulgarie
Épisode 3 - Belize
Épisode 4 - Ross Kemp spéciale Kenya
Au sujet des Mungiki. Puis au sujet de l'excision.